# Chryszczata
Chryszczata (997 m) – szczyt w Bieszczadach, w paśmie Wołosania (inne nazwy tego pasma to: Wysoki Dział, Wielki Dział Etnograficzny). Na szczycie stoi betonowy obelisk osnowy geodezyjnej z czasów zaborów. Nazwa Chryszczata wywodzi się od łemkowskiej nazwy rośliny chreszczate zilie (czworolist pospolity) lub od skrzyżowania dróg (ukr. chrest – krzyż).

## Rezerwat biosfery
Na zachodnich stokach Chryszczatej znajduje się rezerwat przyrody nieożywionej „Zwiezło” założony w 1957 r. Obejmuje on dwa jeziorka osuwiskowe zwane Jeziorkami Duszatyńskimi.

## Rejon umocnień
W masywie Chryszczatej znajdują się pozostałości rowów strzeleckich, bunkrów i ziemnych umocnień austriackich z roku 1914, polskich z roku 1920 oraz walk z okresu II wojny i powojennych z lat 1944–1946. W okresie I wojny światowej przebiegała tędy linia frontu, o którą walczyły wojska austriackie i rosyjskie. Na przełomie 1914/15 r. front dwukrotnie przeszedł przez Chryszczatą. Szczególnie ciężkie walki toczyły się w rejonie Wysokiego Działu. Pozostały po nich zarośnięte już dziś cmentarze na Chryszczatej i Magurycznem. 
Po zakończeniu I wojny światowej wzgórza Chryszczatej zostały umocnione przez polskich legionistów w celu obrony tego odcinka przed Ukraińską Armią Halicką.

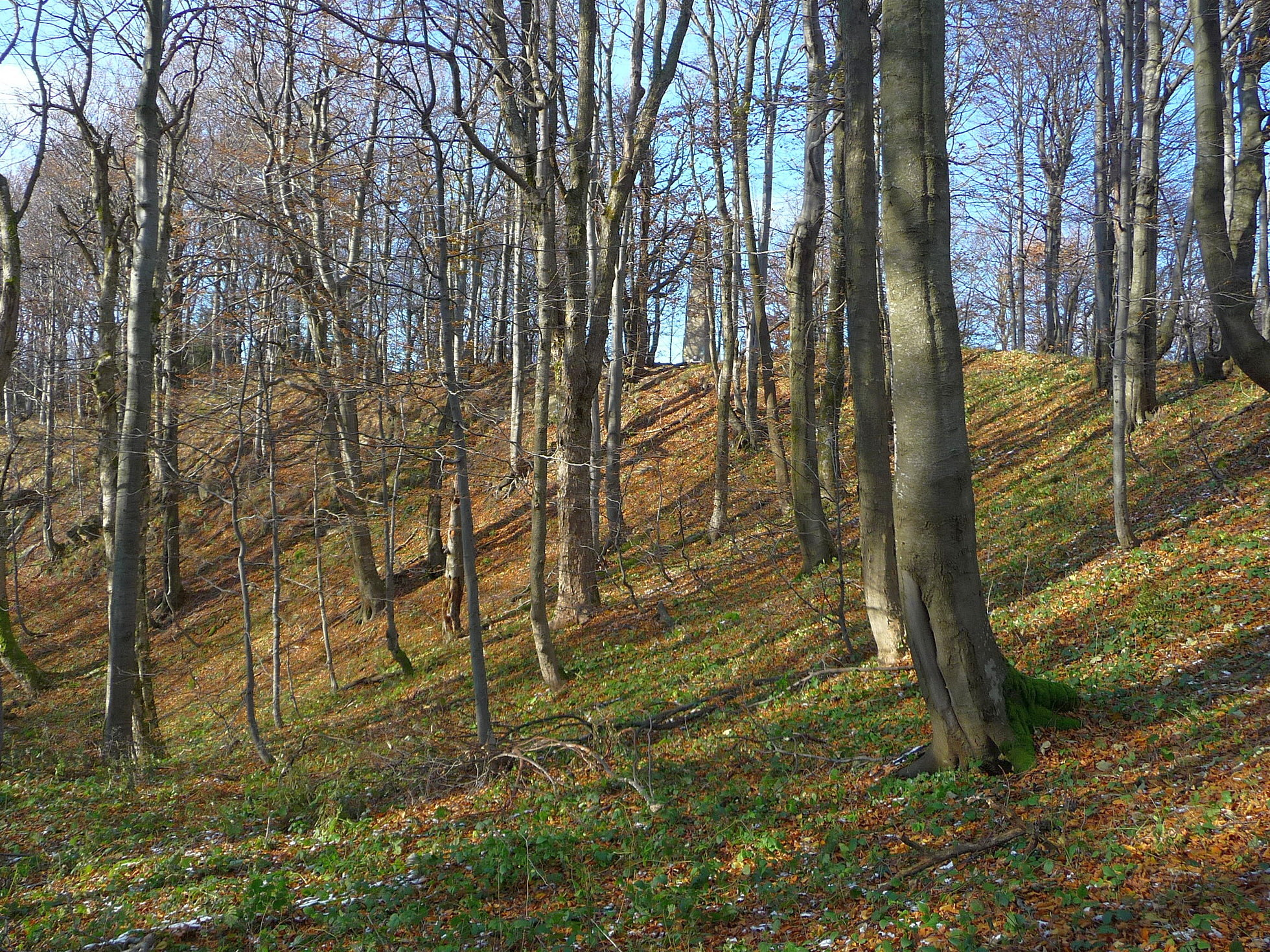
Wierzchołek, widok ogólny
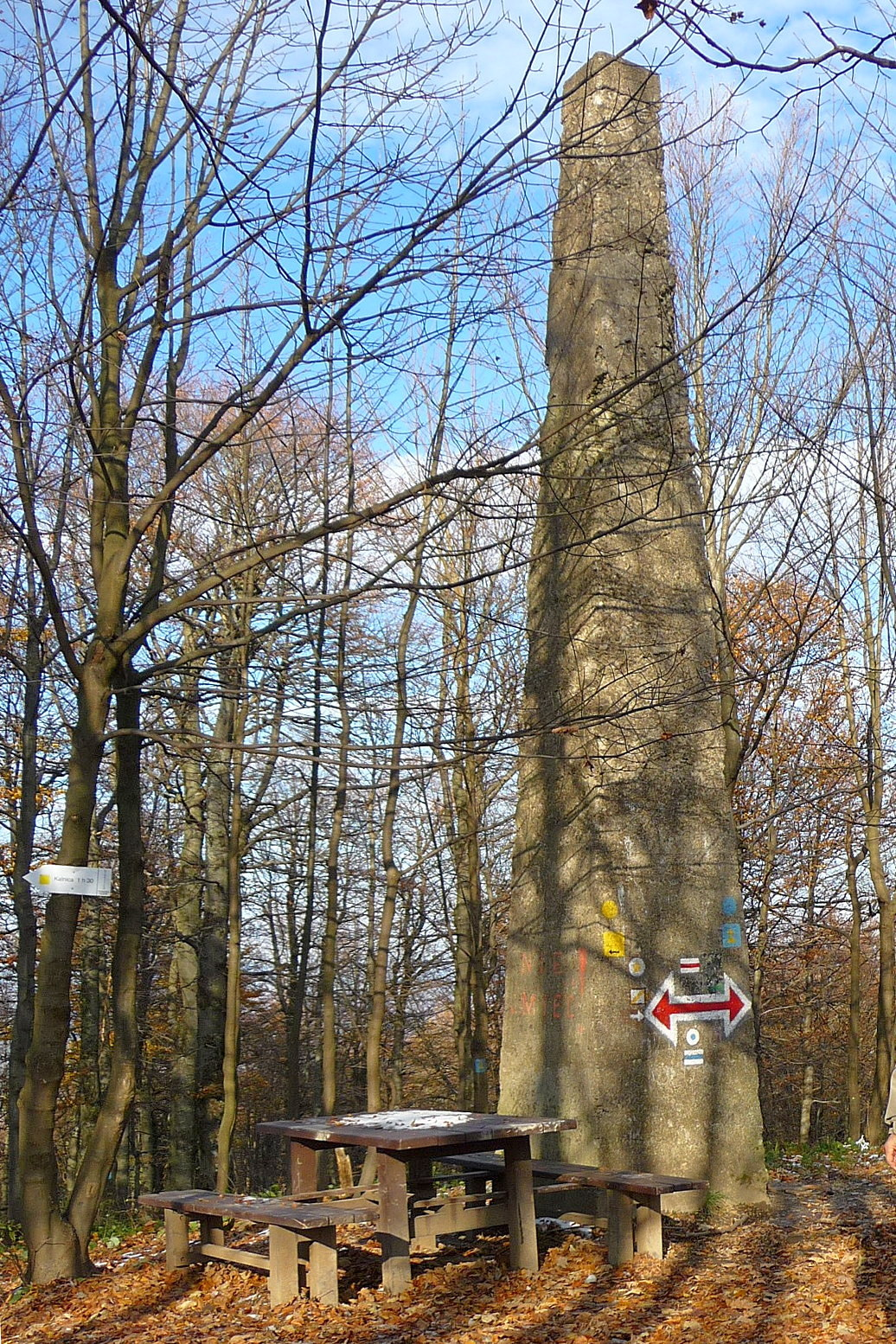
Pozostałości wieży triangulacyjnej na szczycie, stan w 2010
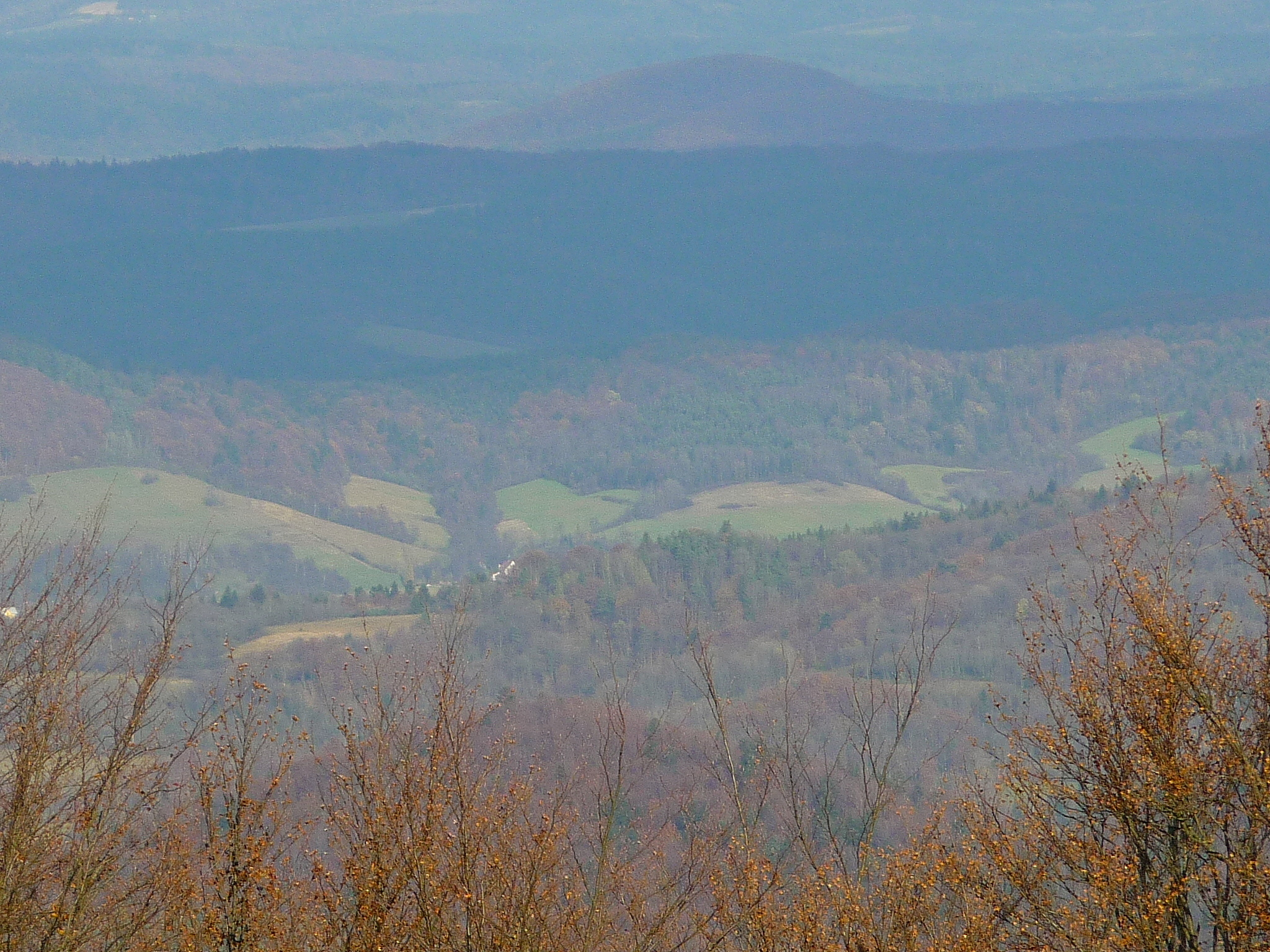
Widok z polany podszczytowej

W okresie do 20 września 1944 wzgórza Chryszczatej były schronieniem oddziału partyzanckiego dowodzonego przez Mikołaja Kunickiego. Pod koniec września 1944 Kunicki oraz jego oddział wyprowadziły przez Chryszczatą, pokonując 2 linie niemieckich umocnień, uciekinierów (w tym całe rodziny, starców, dzieci i kobiety) z polskich wiosek w Bieszczadach, którzy uciekali przed UPA. W lipcu i sierpniu 1944 Chryszczata była wielokrotnie zdobywana przez polskich i radzieckich partyzantów, którzy atakowali stacjonujące tu oddziały 254 i 168 dywizji niemieckiej, mniejsze oddziały węgierskie oraz własowców. W latach 1945–1947 masyw Chryszczatej były schronieniem oraz bazą wypadową dla oddziałów UPA Chrina i Stiacha. Całkowite rozbicie obozów UPA na Chryszczatej nastąpiło dopiero latem 1947 przez oddziały 34 pp WP dowodzone przez pułkownika Jana Gerharda.
Pamiątką po tamtych wydarzeniach są znajdowane po dziś dzień elementy uzbrojenia, okopy na stokach góry oraz całkowicie zarośnięte ślady cmentarzy wojskowych.

## Nielegalny pomnik UPA
W 2008 roku na trudno dostępnych leśnych zboczach Chryszczatej został nielegalnie postawiony, najprawdopodobniej przez Ukraińców z Kanady, pomnik poświęcony członkom UPA, który został uznany przez komisję wojewody podkarpackiego za „samowolę budowlaną” w związku z jego wzniesieniem bez konsultacji z Radą Ochrony Pamięci Walk i Męczeństwa. Na umieszczonej na nim tablicy wyryto dwujęzyczny napis: „Cześć pamięci żołnierzom UPA poległym 23.01.1947 w walce z żołnierzami WP w obronie podziemnego szpitala. Cześć ich pamięci. Towarzysze broni”. Z uwagi na fakt, iż nie udało się ustalić inwestora (prawdopodobnie Ukraińcy z USA i Kanady), koszt rozbiórki musi pokryć zarządca terenu.

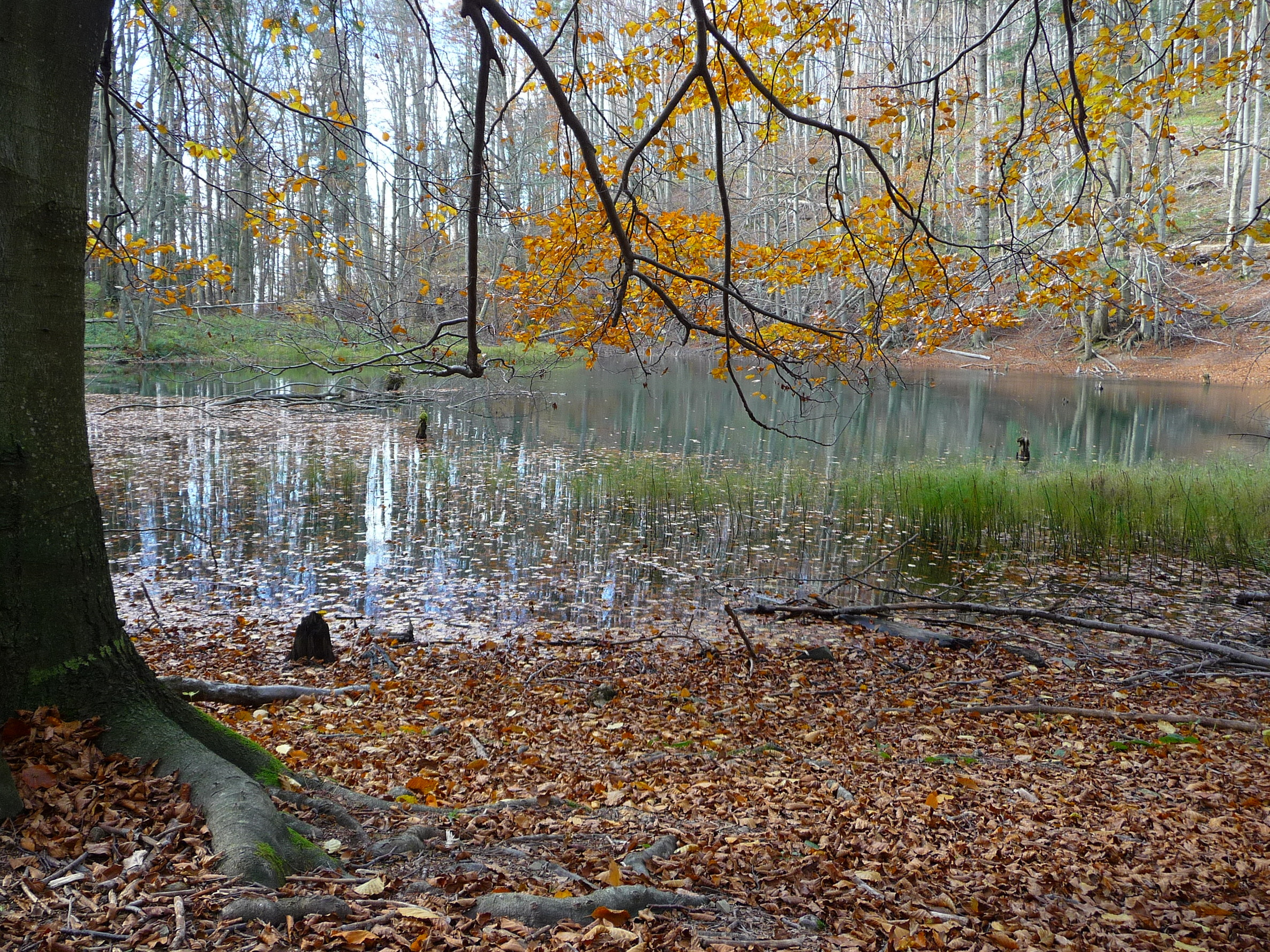
Jeziorko Duszatyńskie
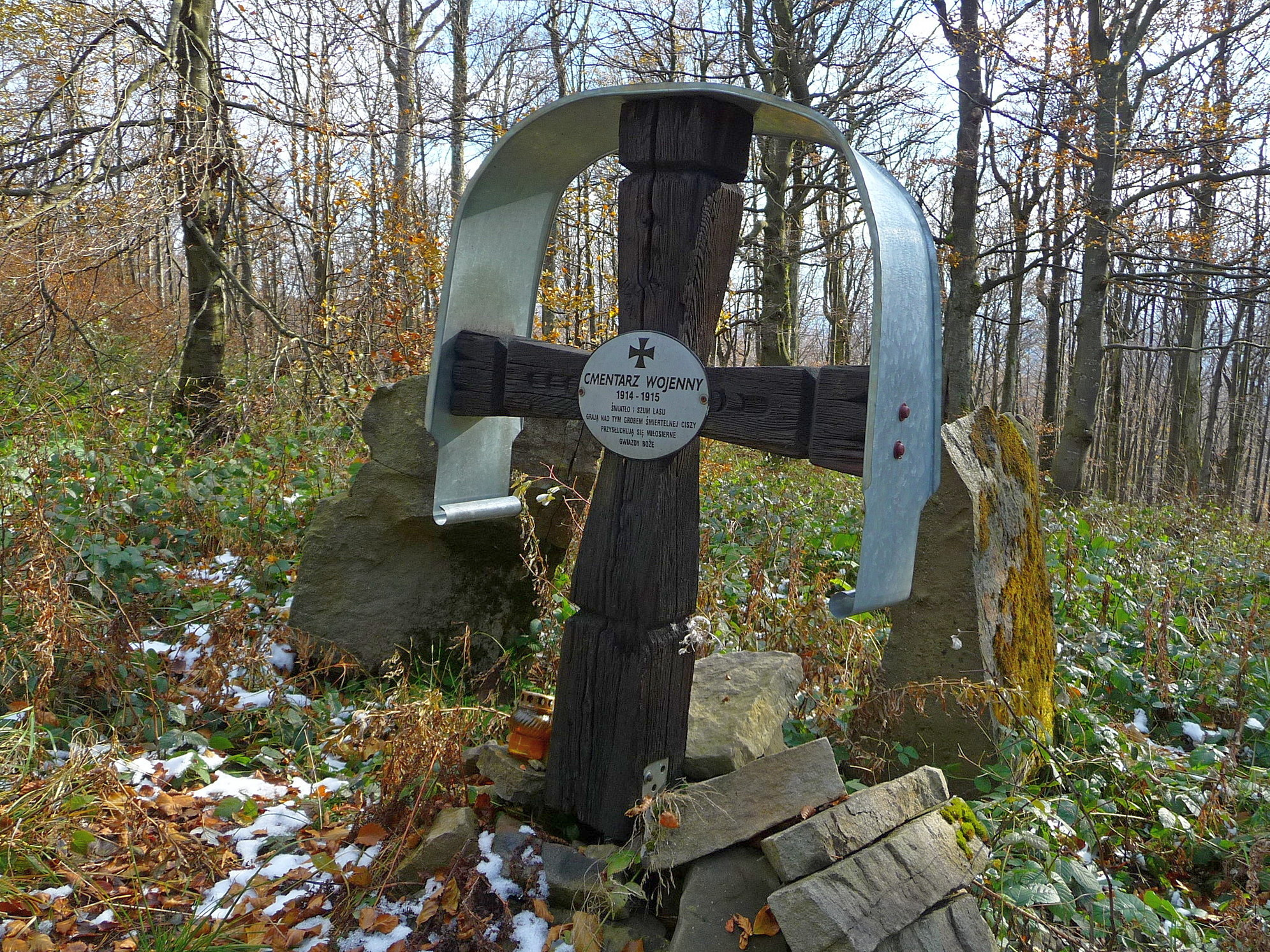
Cmentarz I wojny światowej pod szczytem
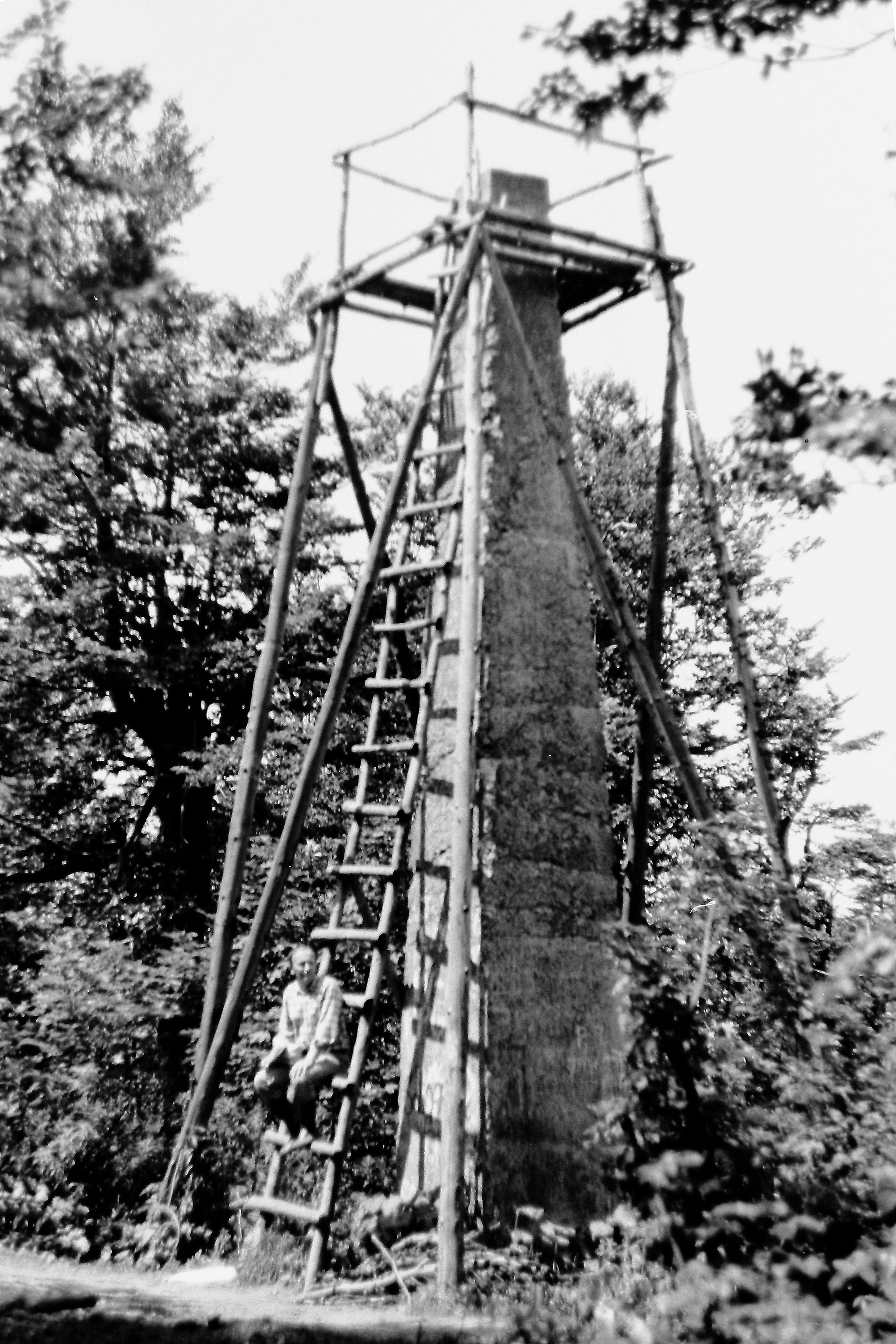
Wieża triangulacyjna 14.07.1988

W kwietniu 2009, nielegalnie stojący pomnik został zniszczony przez nieznanych sprawców. Wywrócono również sześć z siedmiu metalowych krzyży stojących wokół pomnika. W odpowiedzi na to zdarzenie lwowscy radni 30 kwietnia podczas sesji Lwowskiej Rady Miejskiej zażądali od prezydenta Ukrainy Wiktora Juszczenki reakcji na demontaż pomnika UPA w Polsce, ukraińscy radni zwrócił się także z oświadczeniem do Ministerstwa Spraw Zagranicznych Ukrainy o skierowanie do przedstawicielstwa Rzeczypospolitej Polskiej na Ukrainie oficjalnej noty protestu. Oprócz tego ukraińscy deputowani zażądali od Konsulatu Generalnego RP we Lwowie Grzegorza Opalińskiego oficjalnego wyjaśnienia w sprawie „aktu wandalizmu”, poparcia odbudowy tego znaku i pociągnięcia winnych do odpowiedzialności. W czerwcu 2009 roku Radni Rady Obwodowej we Lwowie wyrazili po raz kolejny swoją reakcję na wydarzenia w Bieszczadach i w odwecie zażądali tym razem usunięciem rzeźby Szczerbca z polskiego Cmentarza Orląt Lwowskich. W wypowiedzi dla mediów Ołeh Pankewycz, radny nacjonalistycznej partii „Swoboda”, nazwał Szczerbiec militarnym i antyukraińskim symbolem nielegalnie znajdującym się na ukraińskiej ziemi.

## Turystyka
Szlaki piesze
- Duszatyn – Jeziorka Duszatyńskie – Chryszczata (997 m) – Wołosań (1071 m) – Cisna (Główny Szlak Beskidzki)
- Chryszczata (997 m) – Suliła (759 m) – Pogary (641 m)
- SBN Rabe – Chryszczata (997 m) (ścieżka dojściowa do bazy namiotowej)